# Torleif Torkildsen
Torleif Torkildsen (Oslo, 12 maggio 1882 – Oslo, 7 ottobre 1944) è stato un ginnasta e tennista norvegese.

## Palmarès

### Olimpiadi
- 1 medaglia:
  - 1 bronzo (Stoccolma 1912 nel concorso svedese a squadre)